# كلو غارتنر
كلو غارتنر (بالإنجليزية: Chloe Gartner)‏ (21 فبراير 1916 - 8 أغسطس 2003)؛ روائية أمريكية. درست في جامعة كاليفورنيا.